# 사마륨-코발트 자석
사마륨-코발트(SmCo) 자석(Samarium–cobalt magnet)은 희토류 자석에 속하며 희토류 원소인 사마륨(Sm)과 전이 금속인 코발트(Co)로 구성되어 있다. 이들은 가장 강력한 영구 자석 중 하나이다.
이 자석은 1960년대 초 라이트-패터슨 공군 기지의 칼 스트르나트와 데이턴 대학교의 앨든 레이가 수행한 연구를 기반으로 개발되었다. 특히, 스트르나트와 레이는 SmCo5의 첫 번째 조성을 개발했다.
사마륨-코발트 자석은 일반적으로 네오디뮴 자석과 유사한 강도를 가지지만, 더 높은 온도 등급과 더 높은 보자성을 가진다.

## 속성
사마륨-코발트 자석의 몇 가지 속성은 다음과 같다:
- 사마륨-코발트 자석은 비자화에 대한 저항력이 매우 높다.
- 이 자석은 우수한 온도 안정성을 가진다(최대 사용 온도: 250 °C (523 K)에서 550 °C (823 K) 사이, 퀴리 온도: 700 °C (973 K)에서 800 °C (1,070 K)).
- 이 자석은 고가이며 가격 변동에 민감하다(코발트는 시장 가격에 민감하다).
- 사마륨-코발트 자석은 부식 및 산화 저항력이 강하여, 일반적으로 코팅이 필요 없으며 고온 및 열악한 작업 조건에서 광범위하게 사용될 수 있다.[4]
- 이 자석은 부서지기 쉽고, 균열 및 파손에 취약하다. 사마륨-코발트 자석의 최대 에너지 곱(BHmax)은 14 메가 가우스-에르스텟 (MG·Oe)에서 33 MG·Oe 범위로, 약 112 kJ/m3에서 264 kJ/m3이다. 이론적 한계는 34 MG·Oe, 약 272 kJ/m3이다.
- 소결된 사마륨-코발트 자석은 자기 이방성을 나타내며, 이는 일반적으로 안정적인 자화를 위한 선호 방향인 쉬운 축을 따라 자화된다는 의미이다. 이는 제조 공정 중 재료의 결정 구조를 정렬함으로써 이루어진다.

| 속성 (단위)                         | 네오디뮴       | 사마륨-코발트 |
| ----------------------------------- | -------------- | ------------- |
| 잔류 자기 (T)                       | 1–1.5          | 0.8–1.16      |
| 보자성 (MA/m)                       | 0.875–2.79     | 0.493–2.79    |
| 상대 투자율 (–)                     | 1.05           | 1.05–1.1      |
| 잔류 자기의 온도 계수 (%/K)         | –0.09..–0.12   | −0.03..–0.05  |
| 보자성의 온도 계수 (%/K)            | −0.40..–0.65   | −0.15..–0.30  |
| 퀴리 온도 (°C)                      | 310–370        | 700–850       |
| 밀도 (g/cm3)                        | 7.3–7.7        | 8.2–8.5       |
| 열팽창 계수, 자화 방향 (1/K)        | (3–4)×10−6     | (5–9)×10−6    |
| 열팽창 계수, 자화 방향에 수직 (1/K) | (1–3)×10−6     | (10–13)×10−6  |
| 굽힘 강도 (N/mm2)                   | 200–400        | 150–180       |
| 압축강도 (N/mm2)                    | 1000–1100      | 800–1000      |
| 인장 강도 (N/mm2)                   | 80–90          | 35–40         |
| 비커스 경도 (HV)                    | 500–650        | 400–650       |
| 전기 비저항 (Ω·cm)                  | (110–170)×10−6 | (50–90)×10−6  |

## 상(相)
사마륨-코발트 자석은 SmCo5 자석과 Sm2Co17 자석의 두 가지 "계열"로 나뉜다.

### 1:5 상
이러한 사마륨-코발트 자석 합금(일반적으로 SmCo5, 또는 SmCo 1:5 계열로 표기)은 코발트 원자 5개당 희토류 사마륨 원자 1개를 포함한다. 중량 기준으로 이 자석 합금은 일반적으로 36%의 사마륨과 나머지는 코발트로 구성된다. 이 사마륨-코발트 합금의 에너지 곱은 16 MG·Oe에서 25 MG·Oe 범위로, 약 128~200 kJ/m3이다. 이 사마륨-코발트 자석은 일반적으로 -0.05%/°C의 가역 온도 계수를 가진다. 적당한 자화장으로 포화 자화를 달성할 수 있다. 이 계열의 자석은 SmCo 2:17 계열 자석보다 특정 자기장으로 보정하기가 더 쉽다.
적당히 강한 자기장이 있는 경우, 이 계열의 비자화된 자석은 자신의 배향축을 자기장에 맞추려 하여 약간 자화된다. 이는 후처리에서 자석에 도금이나 코팅이 필요한 경우 문제가 될 수 있다. 자석이 얻는 약간의 자기장은 도금 또는 코팅 과정에서 이물질을 끌어당겨 코팅 불량이나 기계적 허용 오차를 벗어나는 상태를 초래할 수 있다.
Br은 온도에 따라 변하며, 이는 자석 성능의 중요한 특성 중 하나이다. 관성 자이로스코프 및 진행파관(TWT)과 같은 일부 응용 분야에서는 넓은 온도 범위에 걸쳐 일정한 자기장을 유지해야 한다. Br의 가역 온도 계수(RTC)는 다음과 같이 정의된다:
(∆Br/Br) x (1/∆T) × 100%.
이러한 요구 사항을 충족하기 위해 1970년대 후반에 온도 보상 자석이 개발되었다. 일반적인 SmCo 자석의 경우 온도가 증가함에 따라 Br이 감소한다. 반대로 GdCo 자석의 경우 특정 온도 범위 내에서 온도가 증가함에 따라 Br이 증가한다. 합금에 사마륨과 가돌리늄을 결합함으로써 온도 계수를 거의 0으로 줄일 수 있다.
SmCo5 자석은 매우 높은 보자성 (보자력)을 가지며, 즉 쉽게 비자화되지 않는다. 이들은 넓은 결정립의 단일 도메인 자성 분말을 압착하여 제작된다. 결정계는 공간군 P6/mmm을 갖는 육방정계이다. 모든 자구는 결정 격자 내에서 육방정계 바닥에 수직인 쉬운 축 방향으로 정렬된다. 이 경우 모든 자구벽은 180도에 있다. 불순물이 없는 경우, 벌크 자석의 반전 과정은 단일 도메인 입자와 동일하며, 이때 일관된 회전이 주요 메커니즘이다. 그러나 제조 과정의 불완전성으로 인해 자석에 불순물이 유입될 수 있으며, 이는 핵을 형성한다. 이 경우 불순물은 낮은 이방성을 가지거나 쉬운 축이 잘못 정렬될 수 있으므로 자화 방향이 더 쉽게 회전하여 180° 자구벽 구성을 깨뜨린다. 이러한 재료에서는 보자성이 핵 생성에 의해 제어된다. 높은 보자성을 얻기 위해서는 제조 공정에서 불순물 제어가 중요하다.

### 2:17 계열
이러한 합금(Sm2Co17, 또는 SmCo 2:17 계열로 표기)은 전이 금속(TM) 원자 13-17개당 희토류 사마륨 원자 2개의 조성으로 시효 경화된다. 원자의 배열은 공간군 R-3m에서 능면체형이다. TM 함량은 코발트가 풍부하지만, 철과 구리와 같은 다른 원소도 포함한다. 지르코늄, 하프늄 등과 같은 다른 원소는 더 나은 열처리 반응을 얻기 위해 소량 첨가될 수 있다. 중량 기준으로 이 합금은 일반적으로 25%의 사마륨을 포함한다. 이 합금의 최대 에너지 곱은 20~32 MGOe 범위로, 약 160~260 kJ/m3이다. 이 합금은 모든 희토류 합금 중 가장 좋은 가역 온도 계수를 가지며, 일반적으로 -0.03%/°C이다. "2세대" 재료는 더 높은 온도에서도 사용될 수 있다.
Sm2Co17 자석에서 보자성 메커니즘은 자구벽 고착에 기반한다. 자석 내부의 불순물은 자구벽 운동을 방해하여 자화 역전 과정을 저항한다. 보자성을 높이기 위해 제조 과정에서 의도적으로 불순물을 첨가한다.

## 생산
사마륨-코발트 합금은 일반적으로 비자화 상태에서 가공된다. 사마륨-코발트는 습식 연삭 공정(수성 냉각제)과 다이아몬드 연삭 휠을 사용하여 연삭해야 한다. 구멍을 뚫거나 다른 제한된 형상을 가공할 때도 동일한 유형의 공정이 필요하다. 생성된 연삭 폐기물은 완전히 건조되지 않도록 해야 한다. 사마륨-코발트는 발화점이 낮기 때문이다. 정전기 등으로 생성되는 작은 스파크도 쉽게 연소를 시작할 수 있다. 결과로 발생하는 화재는 매우 뜨겁고 통제하기 어려울 수 있다.
환원/용융법과 환원/확산법이 사마륨-코발트 자석 제조에 사용된다. SmCo5와 Sm2Co17 생산 모두에 사용되므로 환원/용융법이 설명될 것이다. 원료는 아르곤 가스로 채워진 유도 용광로나 아크 용광로에서 용융된다. 혼합물은 주형에 주조되고 물로 냉각되어 잉곳을 형성한다. 두 상(phase)의 생산은 동일하지 않으며, 이는 상 평형도를 보면 이해할 수 있다. 실제로 1:5 상은 실온에서 불안정하다. 일반적으로 어닐링 공정 후 빠른 담금질을 통해 1:5 상을 유지할 수 있다.
잉곳은 분쇄되고 입자는 더 작게 밀링되어 입자 크기를 더 줄인다. 이 과정은 결정립 크기 제어가 보자장 제어에 필수적이기 때문에 중요하다. 결과로 얻은 분말은 원하는 모양의 주형에 압착되며, 이때 자기장을 사용하여 입자의 자기장을 정렬한다. 소결은 1100˚C–1250˚C 온도에서 적용되며, 이어서 1100˚C–1200˚C에서 용액 처리를 하고, 마지막으로 자석은 약 700˚C–900˚C에서 템퍼링된다. 그런 다음 연삭하고 추가로 자화하여 자기적 특성을 향상시킨다. 최종 제품은 테스트, 검사 및 포장된다.
사마륨은 프라세오디뮴, 세륨, 가돌리늄을 포함한 다른 희토류 원소의 일부로 대체될 수 있지만, 문제는 이러한 대체가 퀴리 온도 및 보자장에 미칠 수 있는 영향이다. 코발트는 철, 구리, 지르코늄을 포함한 다른 전이 금속의 일부로 대체될 수 있다.

## 용도

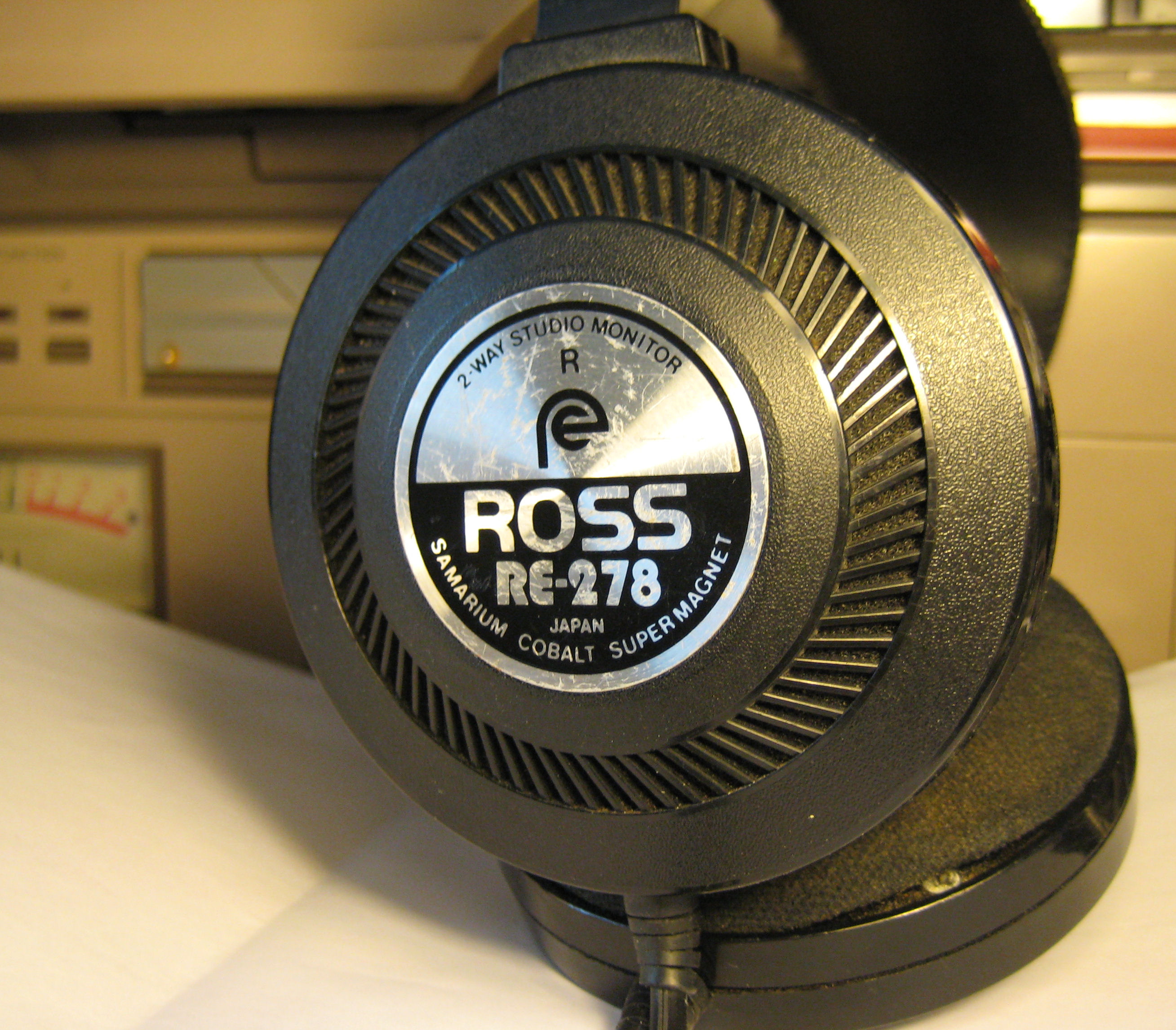
1980년대 빈티지 헤드폰, 사마륨-코발트 자석 사용

펜더는 디자이너 빌 로렌스의 사마륨-코발트 노이즈리스 시리즈 전기 기타 픽업 중 하나를 펜더의 빈티지 핫 로드 '57 스트라토캐스터에 사용했다. 이 픽업은 2004년부터 2010년 초까지 아메리칸 디럭스 시리즈 기타 및 베이스 기타에 사용되었다.
사마륨-코발트(SmCo) 자석은 뛰어난 자기적 특성 때문에 항공우주 및 방위 분야에서 사용된다. 이 자석은 고성능 모터 및 액추에이터, 정밀 센서 및 자이로스코프, 그리고 안정성과 신뢰성이 필수적인 위성 시스템에 활용된다. 또한 MRI 기계, 심박 조율기, 의료용 펌프 등 의료 기술 분야에도 사용된다.
1980년대 중반에는 Ross RE-278과 같은 일부 고가 헤드폰에서 사마륨-코발트 "슈퍼 마그넷" 트랜스듀서를 사용했다.
다른 용도는 다음과 같다:
- 슬롯카 경주의 더 경쟁적인 클래스에서 사용되는 고급 전기 모터
- 터보 기계
- 진행파관 자장 자석
- 저온물리학 온도 또는 매우 고온(180°C 이상)에서 시스템이 작동해야 하는 응용 분야
- 온도 변화에 따라 성능이 일관되게 유지되어야 하는 응용 분야
- 탁상형 NMR 분광기
- 자기 액추에이터 기능을 수행하는 로터리 엔코더

## 같이 보기
- 란타넘족
- 자석 낚시
- 네오디뮴 자석
- 희토류 자석